# Picramniales
Picramniales, red tropskog drveća i grmova iz razreda dvosupnica raširenih po Srednjoj i Južnoj Americi i Karibima. Red i jedina porodica Picramniaceae, nose ime po rodu Picramnia kojemu pripada četrdesetak vrsta. Ostala rodovi su Nothotalisia (3 vrste) i Alvaradoa (6 vrsta), te novi rod  Aenigmanu, opisan 2021.

## Podjela
1. Subfamilia Picramnioideae Engl.
  1. Picramnia Sw. (42 spp.)
  2. Nothotalisia W.W.Thomas (3 spp.)
  3. Aenigmanu W.W.Thomas (1 sp.)
2. Subfamilia Alvaradooideae Engl.
  1. Alvaradoa Liebm. (6 spp.)